# プリロカイン
プリロカインは、Claës Tegnérとスウェーデンの化学者ニルス・ロフグレンが初めて調製したアミド型の局所麻酔薬である。注射剤（商品名 シタネスト）として、歯科でよく使用される。プロピトカインとも呼ばれる。また、リドカインと組み合わせて皮膚麻酔の外用剤（リドカイン/プリロカイン(EMLA）)として、よく使用される。心毒性が低いため、静脈内局所麻酔（IVRA）にも使用できる。 

## 禁忌
一部の患者では、プリロカインの代謝物であるo-トルイジンがメトヘモグロビン血症を引き起こすことがあり、メチレンブルーで治療することができる。プリロカインは、鎌状赤血球貧血、貧血、または症候性低酸素症の患者にも禁忌とされることがある。

## 合剤
血管収縮剤エピネフリンとの配合剤として、商品名「シタネストフォルテ」として投与される。局所麻酔薬リドカインとの50%同士の共晶混合物として、リドカイン/プリロカインとして使用される。この混合物は、融点が18℃の油である。リドカイン/プリロカインをそれぞれ2.5％ずつ含む5％エマルジョン製剤は、APP Pharmaceuticals社からEMLA（eutectic mixture of local anestheticsの略称）の商品名で販売されている。

## 薬局方
- アメリカ薬局方（英語版） 31 [4]

## 合成

Synthesis: Patents: Revised: Sino:

o-トルイジン [95-53-4] (1) と 2-bromopropionyl bromide [563-76-8] (2) をアミド化すると 2-bromo-N-(2-methylphenyl)propanamide [19397-79-6] (3) となる。残ったハロゲン化物をプロピルアミン[107-10-8] (4) で置換するとプリロカイン (5) の合成が完了する。